# Bronchocela rayaensis
Espèce
Bronchocela rayaensis est une espèce de sauriens de la famille des Agamidae.

## Répartition
Cette espèce est endémique des Langkawi au Kedah en Malaisie.

## Étymologie
Son nom d'espèce, composé de raya et du suffixe latin -ensis, « qui vit dans, qui habite », lui a été donné en référence au lieu de sa découverte, le Gunung Raya.

## Publication originale
- Grismer, Wood, Lee, Quah, Anuar, Ngadi & Sites, 2015 : An integrative taxonomic review of the agamid genus Bronchocela (Kuhl, 1820) from Peninsular Malaysia with descriptions of new montane and insular endemics. Zootaxa, no 3948 (1), p. 1–23.